# Roberto I del Palatinado
Roberto I "el Rojo", elector palatino (en alemán: Ruprecht der Rote; 9 de junio de 1309, Wolfratshausen-16 de febrero de 1390, Neustadt an der Weinstraße) fue un conde palatino del Rin desde 1353 hasta 1356, y elector palatino desde el 10 de enero de 1356 al 16 de febrero de 1390.
Era el hijo de Rodolfo I, duque de Baviera y Mectilde de Nassau, la hija del rey Adolfo de Nassau-Weilburg. Con la muerte de su hermano, Rodolfo II, el 4 de octubre de 1353, heredó sus dominios y se convirtió en el único conde del territorio, mientras que ellos habían compartido previamente ese privilegio.
La Bula de Oro de 1356 garantizó al Palatinado el derecho de participar en la elección del emperador del Sacro Imperio. Anteriores condes palatinos habían participado en otras elecciones imperiales.
En 1386, Roberto fundó la Universidad de Heidelberg, la tercera universidad en el Sacro Imperio Romano Germánico, que recibió su nombre por él.
Roberto se casó dos veces: primero con Isabel, condesa de Namur (hija de Juan I, marqués de Namur), en segundo lugar con Beatriz de Jülich-Berg. No hubo descendencia de ninguno de sus matrimonios. 
Le sucedió su sobrino, Roberto II, elector palatino.